# Tippmannia rhamnusioides
Tippmannia rhamnusioides là một loài bọ cánh cứng trong họ Cerambycidae.